# Кольматація
Кольматація, Кольматаж (рос. кольматация (кольматаж), англ. colmatage, mud grouting, нім. Kolmation f, Verschlammung f, Kolmatage f) — від „англ. colmatage“ — „засмічення“ — процес природного проникнення або штучного внесення дрібних (головним чином колоїдних, глинистих і пилуватих) частинок і мікроорганізмів в пори і тріщини гірських порід, у фільтри очисних споруд і дренажних виробок, а також осадження на них хім. речовин, що сприяє зменшенню їх водо- або газопроникності. Носієм кольматажного матеріалу (кольматанту) можуть слугувати рідини і гази.
Розрізняють механічну, хімічну, термічну і біологічну кольматацію.
Прямим наслідком кольматажу є збільшення швидкостей фільтрації, зростання вхідних гідравлічних опорів і зниження припливу води до свердловини.

## Кольматаж ґрунту (пласта-колектора)
Кольматаж ґрунту (пласта-колектора), (рос. кольматаж ґрунта (пласта); англ. colmatage of formation (sedimentation), нім. Porenverschlämmung f (des Bodens), Bodenkolmatage f, Schichtenkolmatage f) — явище випадання із суспензій і розчинів, що фільтруються в порах ґрунту (пласта) або знаходяться над ним, змулених частинок ґрунту, дисперсної фази. Ці частинки можуть відкладатися або в товщі ґрунту (пласта) — в його пористому просторі або на його поверхні.
Кольмата́ж — також заповнення пор ґрунтів мулистими чи глинистими частинками, що вносить під час фільтрації через ґрунт вода. Явище кольматажу використовується для боротьби з фільтрацією води з каналів або через греблі.
Надходження частинок у пори пласта залежить, в основному, від співвідношення розмірів (діаметрів) пор dп і частинок dч. Якщо dп > 10dч, то дисперсні частинки вільно переміщуються в порових каналах; при dп < 3dч проникнення відсутнє; при 3 < dп / dч < 10 відбувається кольматація пор (намивання частинок) під час фільтрації рідини, яка особливо сильно проявляється при dп < 5dч. Вважається, що частинки вільно переміщуються в тріщині, якщо розкриття (ширина) тріщини Дт, не менше за подвоєний діаметр частинок dч, тобто Дт > 2dч. Звідси випливає, що до тонкодисперсних матеріалів належать матеріали при 3 < dп / dч < 10 для пор і 1 < Дт / dч < 2 для тріщин, а до гранульованих — при Дт > 2dч для тріщин.

## Зона кольматації
Зона кольматації — це ділянка навколо свердловини, у пори якої проникли частинки дисперсної фази промивальної рідини. Її товщина залежить, в основному, від співвідношення гранулометричного складу промивальної рідини і структури порового простору, а також, імовірно, від перепаду тисків у період буріння і від тривалості дії промивальної рідини на породу.
Установлено, що коли діаметр пор dп породи менший потрійного діаметра dч частинок твердої фази промивальної рідини (dп < 3dч), то на поверхні стінок свердловини утвориться фільтраційна кірка, і частинки майже не проникають у пласт.
Якщо 3dч < dп < 10dч, то частинки твердої фази проникають у породу неглибоко, закривають пори і створюють фільтраційну кірку у самій породі. Товщина такої зони (1–2) см. Якщо dп > 10dч, то частинки проникають у пласт на декілька десятків сантиметрів і більше. У тріщинний колектор тверда фаза може проникати на велику віддаль, іноді на десятки метрів від свердловини. Внаслідок часткового відфільтровування дисперсійного середовища з промивальної рідини на поверхні тріщин утворюється фільтраційна кірка.
Видалити з пласта промивальну рідину, фільтраційну кірку та частинки твердої фази при освоєнні свердловини можна лише частково. Проникність зони кольматації для флюїду у результаті впровадження в неї дисперсної фази часто знижується у 10 і більше разів.